# Roberto Fernández (ur. 2000)
Roberto Fernández Urbieta (ur. 7 czerwca 2000 w Concepción) – paragwajski piłkarz występujący na pozycji środkowego obrońcy, od 2022 roku zawodnik rosyjskiego Dinama Moskwa.